# جايك لويد
جايك لويد (بالإنجليزية: Jake Lloyd)‏ ممثل أمريكي من مواليد 5 مارس 1989.

## مواقع خارجية
- جايك لويد على موقع IMDb (الإنجليزية)
- جايك لويد على موقع روتن توميتوز (الإنجليزية)
- جايك لويد على موقع ألو سيني (الفرنسية)
- جايك لويد على موقع تيرنر كلاسيك موفيز (الإنجليزية)
- جايك لويد على موقع أول موفي (الإنجليزية)
- جايك لويد على موقع قاعدة بيانات الأفلام السويدية (السويدية)
- جايك لويد على موقع إن إن دي بي (الإنجليزية)
- جايك لويد على موقع قاعدة بيانات الفيلم (الإنجليزية)
- جايك لويد على موقع كينوبويسك (الروسية)